# Quadraceps nychthemerus
Quadraceps nychthemerus är en insektsart som först beskrevs av Hermann Burmeister 1838.  Quadraceps nychthemerus ingår i släktet Quadraceps och familjen fjäderlöss. Inga underarter finns listade i Catalogue of Life.